# Спрінг-Глен (Юта)
Спрінг-Глен (англ. Spring Glen) — переписна місцевість (CDP) в США, в окрузі Карбон штату Юта. Населення — 1054 особи (2020).

## Географія
Спрінг-Глен розташований за координатами 39°39′22″ пн. ш. 110°50′46″ зх. д. / 39.65611° пн. ш. 110.84611° зх. д. (39.656091, -110.846146).  За даними Бюро перепису населення США в 2010 році переписна місцевість мала площу 8,84 км², уся площа — суходіл.

## Демографія
Згідно з переписом 2010 року, у переписній місцевості мешкало 1126 осіб у 421 домогосподарстві у складі 318 родин. Густота населення становила 127 осіб/км².  Було 478 помешкань (54/км²).
Расовий склад населення:
| - 95,6 % — білих - 1,0 % — азіатів - 0,4 % — корінних американців - 0,2 % — вихідців з тихоокеанських островів - 0,2 % — чорних або афроамериканців - 1,3 % — осіб інших рас |

До двох чи більше рас належало 1,3 %. Частка іспаномовних становила 7,2 % від усіх жителів.
За віковим діапазоном населення розподілялося таким чином: 26,1 % — особи молодші 18 років, 59,2 % — особи у віці 18—64 років, 14,7 % — особи у віці 65 років та старші. Медіана віку мешканця становила 37,8 року. На 100 осіб жіночої статі у переписній місцевості припадало 102,9 чоловіків;  на 100 жінок у віці від 18 років та старших — 102,4 чоловіків також старших 18 років.
Середній дохід на одне домашнє господарство  становив 72 477 доларів США (медіана — 44 526), а середній дохід на одну сім'ю — 89 627 доларів (медіана — 72 875). За межею бідності перебувало 10,5 % осіб, у тому числі 17,2 % дітей у віці до 18 років та 21,8 % осіб у віці 65 років та старших.
Цивільне працевлаштоване населення становило 635 осіб. Основні галузі зайнятості: освіта, охорона здоров'я та соціальна допомога — 26,1 %, транспорт — 22,2 %, роздрібна торгівля — 9,1 %, будівництво — 7,7 %.